# Vilhelm af Mecklenburg-Schwerin
Hertug Vilhelm til Mecklenburg-Schwerin (tysk: Wilhelm, Herzog zu Mecklenburg) (5. marts 1827 – 28. juli 1879) var en tysk prins af Mecklenburg-Schwerin og preussisk officer og general.

## Biografi
Vilhelm blev født den 5. marts 1827 i Ludwigslust i Mecklenburg som tredje barn og anden søn af den senere Storhertug Paul Frederik af Mecklenburg-Schwerin i hans ægteskab med Prinsesse Alexandrine af Preussen. 
Han meldte sig til den preussiske hær og blev chef for det sjette Kyrassér-regiment. I hofkredse i Berlin var han kendt som spillefugl og gik under tilnavnet Prinz Schnaps. Han giftede sig som 38-årig i Berlin i 1865 med sin 15 år yngre kusine Prinsesse Alexandrine af Preussen.
I den Preussisk-østrigske krig i 1866 havde han som generalmajor kommando over en let kavaleribrigade. I den Tysk-franske krig i 1870-71 havde han som generalløjtnant kommandoen over den sjette kavaleridivision og blev den 9. september 1870 såret ved citadellet i Laons eksplosion. I 1875 blev han afskediget som general.
Vilhelm døde efter en operation den 28. juli 1879 i Heidelberg. Han blev begravet i Schwerin Domkirke.

## Ægteskab og børn
Vilhelm giftede sig 9. december 1865 i Berlin med Prinsesse Alexandrine af Preussen, datter af Prins Albrecht af Preussen og Prinsesse Marianne af Nederlandene. De fik en datter:
- Charlotte (1868-1944)

∞ 1886 Prins Henrik 18. af Reuss (1847-1911)
∞ 1921 Robert Schmidt (1892-1971)